# 多治见麻子
多治见麻子（日语：／ Tajimi Asako，1972年6月26日—），東京都三鷹市出身，日本女子排球运动员。她曾代表日本国家队参加1992年、1996年和2008年夏季奥林匹克运动会排球比赛。